# Stellers havørn
Stellers havørn (Haliaeetus pelagicus), også kaldet beringshavørn, er en stor rovfugl af Accipitridae-familien. Den lever i kystnære områder i det nordøstlige Asien og lever primært af fisk. Det er den tungeste ørneart i verden med en vægt på 5-9 kg, mens andre ørnearter overgår den på andre mål. Den er opkaldt efter den tyske naturvidenskabsmand Georg Wilhelm Steller.
| Dyr | Spire Denne artikel om dyr er en spire som bør udbygges. Du er velkommen til at hjælpe Wikipedia ved at udvide den. |

- Wikimedia Commons har flere filer relateret til Stellers havørn